# PAE AGSZ Asztérasz Trípolisz
Az Asztérasz Trípolisz (görögül: ΠΑΕ Αθλητικός Γυμναστικός Σύλλογος Αστέρας Τρίπολης, magyar átírásban: PAE Athlitikósz Gimnasztikósz Szílogosz Asztérasz Trípolisz, nemzetközi nevén: Asteras Tripolis FC) egy görög labdarúgócsapat, székhelye Trípoliban található. Jelenleg a görög élvonalban szerepel.
Az 1931-ben alapított csapat eddig még nem ért el jelentősebb sikert sem nemzeti, sem nemzetközi porondon. A klub a 2012-2013-as szezonban bronzérmet szerzett a görög élvonalbeli labdarúgó bajnokságban, de az Európa Ligában nem sikerült csoportkörbe jutniuk (a Rapid Wien ejtette ki őket).
A PAE Asztérasz Trípolisz az AGSZ Asztérasz Trípolisz sportegyesület labdarúgó-szakosztálya.

## Korábbi elnevezései
- ASZ Asztérasz Trípolisz

## Játékosok

### Az Asztérasz Trípolisz korábbi magyar labdarúgói, vezetőedzői
- Bárányos Zsolt
- Fülöp Márton
- Lencse László
- Ádám Martin